# Joe Brooks (Schauspieler)
Joe Brooks (* 14. Dezember 1923 in Los Angeles als John Joseph Brooks, Jr.; † 5. Dezember 2007 ebenda) war ein US-amerikanischer Schauspieler.

## Leben
Nach dem Highschool-Abschluss begann Brooks als Schauspieler zu arbeiten. Seine erste kleine Rolle hatte er 1944 in dem Kriegsfilm Alarm im Pazifik an der Seite von John Wayne. Die Einberufung zum Kriegsdienst, den er im Südpazifik ableistete, unterbrach die angehende Karriere jedoch noch im selben Jahr. Nach Kriegsende kehrte er ins Schauspielfach zurück.
Obwohl Brooks in zahlreichen Filmen und TV-Serien mitwirkte, blieb er meist auf kleinere Rollen beschränkt. Größere Bekanntheit erlangte er erst Mitte der 1960er Jahre mit der Militär-Satire F Troop. In der Sitcom verkörperte er in 48 Folgen den äußerst kurzsichtigen Trooper Vanderbilt. Dessen körperliche Beeinträchtigung, die ihn für die Aufgabe als Späher praktisch nutzlos machte, war zunächst gar nicht vorgesehen; Brooks selbst hatte sich dies erst bei der Probe für die Pilotfolge der Serie ausgedacht.
Brooks war von 1948 bis zu ihrem Tod 1991 mit Betty Jean Davis verheiratet, das Paar hatte vier Kinder. Er liegt auf dem Forest Lawn Memorial Park begraben.

## Filmografie (Auswahl)

### Filme
- 1944: Alarm im Pazifik (The Fighting Seabees)
- 1951: Romanze mit Hindernissen (On Moonlight Bay)
- 1951: Der Rächer (Best of the Badmen)
- 1952: Casanova wider Willen (Dreamboat)
- 1952: Sabotage (Carson City)
- 1955: Jenseits von Eden (East of Eden)
- 1964: Sieben gegen Chicago (Robin and the 7 Hoods)
- 1965: Die Welt der Jean Harlow (Harlow)
- 1967: Das Hotel (Hotel)
- 1972: Pursuit (Fernsehfilm)
- 1975: 700 Meilen westwärts (Bite the Bullet)
- 1976: Die Bären sind los (The Bad News Bears)
- 1976: Die haarsträubende Reise in einem verrückten Bus (The Big Bus)
- 1984: Gremlins – Kleine Monster (Gremlins)
- 1986: Der Tiger (Eye of the Tiger)

### TV-Serien
- 1962: Tausend Meilen Staub (Rawhide)
- 1964: Verliebt in eine Hexe (Bewitched)
- 1964: The Munsters
- 1965: Bezaubernde Jeannie (I Dream of Jeannie)
- 1965–1967: F Troop
- 1966–1967: Batman
- 1975: Der Sechs-Millionen-Dollar-Mann (The Six Million Dollar Man)
- 1983: Ein Colt für alle Fälle (The Fall Guy)